# اتشون علیا
اتشون علیا، روستایی از توابع بخش اسماعیلی شهرستان عنبرآباد در استان کرمان ایران است.

## جمعیت
این روستا در دهستان گنج‌آباد قرار دارد و براساس سرشماری مرکز آمار ایران در سال ۱۳۸۵، جمعیت آن ۶۳ نفر (۱۲خانوار) بوده‌است.